# Śląsk Wrocław w europejskich pucharach sezon 1994/1995
Śląsk Wrocław w europejskich pucharach w sezonie 1994/1995 wystąpił w rozgrywkach Pucharu Europy (dzisiejsza Euroliga). Możliwość gry na europejskiej arenie dało Śląskowi mistrzostwo Polski zdobyte w sezonie 1993/94. 

## Rezultat
Śląsk odpadł już w pierwszej rundzie Pucharu Europy, kiedy dwukrotnie uległ Budowelnikowi Kijów. W pierwszym meczu w Kijowie było 70:100 dla gospodarzy, wśród których błyszczał duet Gienadij Uspienskij-Alexander Lokhmanchuk. Obaj zdobyli w sumie 52 punkty. Kilka lat później Uspienskij przyjedzie do Polski, grając w Polskiej Lidze Koszykówki w barwach SKK Szczecin, a Lokhmanchuk wyjedzie do Niemiec, gdzie będzie reprezentował barwy m.in. Skyliners Frankfurt.
W tym spotkaniu wrocławianie dotrzymywali kroku rywalom tylko do przerwy, przegrywając 40-45. Po zmianie stron gospodarze cały czas podwyższali przewagę, co skończyło się porażką w drugiej połowie 30-55! 
W drugim spotkaniu, które rozegrano pięć dni później we Wrocławiu, Śląsk także przegrał - 83-99. Porażka bolała tym bardziej, że po pierwszej połowie koszykarze z Dolnego Śląska prowadzili z rywalami 49-33! Niestety, druga część meczu należała do gości, którzy nie dość, że odrobili straty, to wygrali szesnastoma punktami. Drugą część meczu Śląsk przegrał aż 32 punktami - 34-66!
W Śląsku należy wyróżnić Dariusza Parzeńskiego, który zdobył 23 punkty, trafiając 11 z 15 rzutów z gry. Pięć punktów więcej od niego zdobył Robert Kościuk, ale on grał na fatalnej skuteczności - 3/7 za 2 p i 3/10 za 3 p, a resztę punktów dodał z linii rzutów wolnych.
Wśród gości wyróżnił się Alexander Okunskij, zdobywca 27 punktów i 7 zbiórek. Okunskij w następnej rundzie tych rozgrywek zagrał jeszcze lepiej z Panathinaikosem Ateny, kiedy w pierwszym meczu rzucił 24 punkty i zebrał aż 15 piłek! Kilka lat później Okunskij będzie grał m.in. w PAOK Saloniki, Cibonie Zagrzeb czy Buducnost Podgorica.
W kadrze zespole z Kijowa był wtedy Witalij Potapenko, który później wyląduje w NBA.

## Puchar Europy

### I runda
| 8 września 1994 | Budiwelnik Kijów | 100:70(45:40, 55:30) | Śląsk Wrocław | Kijów Widzów: 2 500 Sędzia: Plámen Gencsev (WĘG), Bogdan Badila (RUM) |
| 8 września 1994 | Pkt: Gienadij Uspienskij 29, Alexander Lokhmanchuk 23, Denys Zhuravlov 17 Zb: Gienadij Uspienskij 11, Alexander Lokhmanchuk 8 Ast: Gienadij Uspienskij 3 | 100:70(45:40, 55:30) | Pkt: Andrzej Wierzgacz 17, Dariusz Parzeński 14, Dominik Tomczyk 12 Zb: Andrzej Wierzgacz 7, Robert Kościuk 5 Ast: Robert Kościuk 5, Andrzej Wierzgacz 3 | Kijów Widzów: 2 500 Sędzia: Plámen Gencsev (WĘG), Bogdan Badila (RUM) |

| 13 września 1994 | Śląsk Wrocław | 83:99(49:33, 34:66) | Libertel Dolphins | Wrocław Widzów: 2 000 Sędzia: Peter Klingbiel (NIE), Ivan Zachara (CZE) |
| 13 września 1994 | Pkt: Robert Kościuk 28, Dariusz Parzeński 23, Roderick Hampton 11 Zb: Dariusz Parzeński, Marcin Kuzian 4 Ast: Dominik Tomczyk 3, Robert Kościuk 2 | 83:99(49:33, 34:66) | Pkt: Alexander Okunskij 27, Denys Zhuravlov 17, Alexander Chernov 16 Zb: Igor Molchanov 8, Alexander Okunskij 7, Leonid Iailo 5 Ast: Dmitri Prikhodko 3, Igor Kharchenko 2 | Wrocław Widzów: 2 000 Sędzia: Peter Klingbiel (NIE), Ivan Zachara (CZE) |

#### Pozostałe mecze
- Danone Honved Budapeszt - Rabotnicki Skopje (I mecz: 99-82, II: 64-73)
- Lameche Cosmetics - Thames Tigers (94-96, 62-78)
- Dinamo Tbilisi - Broceni Ryga (80-88, 95-100)
- Bayer Leverkusen - SC Keflavik (130-100, 126-91)
- KK Olimpija - Żalgiris Kowno (74-80, 103-89)
- Hapoel Tel Awiw – Arkadia Traiskirchen Lions (86-75, 92-58)
- BC BVV Brno - BBC Residence Walferdange (89-73, 79-53)
- New Wave Goteborg - BC Tallin (105-70, 94-98)
- Dinamo Bukareszt - CSKA Moskwa (64-92, 65-98)
- Bellinzona Basket - Kotkan TP (86-74, 111-83)
- KK Split - KK Sloboda (128-98, 124-64)
- AEK Ateny - Lewski Sofia (20-0, 20-0)
- BK Bank Cidel - SK Adelin (99-78, 123-73)